# Neuvième circonscription de Seine-et-Oise
La neuvième circonscription de Seine-et-Oise est l'une des dix-huit circonscriptions législatives que compte le département français de Seine-et-Oise, situé en région Île-de-France.

## Description géographique
Le Journal officiel du 13-14 octobre 1958 déterminait la composition de la circonscription :
- Canton d'Aulnay-sous-Bois[1].

## Description historique et politique

### Historique des députations
| Législature | Début de mandat | Fin de mandat  | Député           | Parti politique | Observations                                                                             |
| ----------- | --------------- | -------------- | ---------------- | --------------- | ---------------------------------------------------------------------------------------- |
| Ire         | 9 décembre 1958 | 9 octobre 1962 | Robert Ballanger | PCF             | Mandat écourté à la suite d'une dissolution parlementaire décidée par Charles de Gaulle. |
| IIe         | 6 décembre 1962 | 2 avril 1967   | Robert Ballanger | PCF             |                                                                                          |

## Historique des élections

### Élections de 1958
| Candidat       | Candidat             | Parti          | Premier tour | Premier tour | Second tour | Second tour |  |
| Candidat       | Candidat             | Parti          | Voix         | %            | Voix        | %           |  |
| -------------- | -------------------- | -------------- | ------------ | ------------ | ----------- | ----------- |  |
|                | Robert Ballanger élu | PCF            | 17 096       | 37,37        | 19 174      | 40,22       |  |
|                | Fernand Herbaut      | SFIO           | 9 872        | 21,58        | 11 464      | 24,05       |  |
|                | Jean de Lipkowski    | CRR            | 9 033        | 19,74        | 16 549      | 34,71       |  |
|                | J. Pirche            | MRP            | 6 557        | 14,33        | 489         | 1,03        |  |
|                | F. Cruciani          | Divers         | 1 665        | 3,64         |             |             |  |
|                | F. Veyrat            | Divers         | 1 529        | 3,34         |             |             |  |
|                |                      |                |              |              |             |             |  |
| Inscrits       | Inscrits             | Inscrits       | 60 420       | 100,00       | 60 384      | 100,00      |  |
| Abstentions    | Abstentions          | Abstentions    | 13 567       | 22,45        | 11 825      | 19,58       |  |
| Votants        | Votants              | Votants        | 46 853       | 77,55        | 48 559      | 80,42       |  |
| Blancs et nuls | Blancs et nuls       | Blancs et nuls | 1 101        | 2,35         | 883         | 1,82        |  |
| Exprimés       | Exprimés             | Exprimés       | 45 752       | 97,65        | 47 676      | 98,18       |  |

Le suppléant de Robert Ballanger était Eugène Le Moign, métallurgiste, maire de Blanc-Mesnil.

### Élections de 1962
| Candidat       | Candidat                       | Parti          | Premier tour | Premier tour | Second tour | Second tour |  |
| Candidat       | Candidat                       | Parti          | Voix         | %            | Voix        | %           |  |
| -------------- | ------------------------------ | -------------- | ------------ | ------------ | ----------- | ----------- |  |
|                | Robert Ballanger sortant réélu | PCF            | 21 043       | 46,10        | 25 300      | 54,00       |  |
|                | Pierre Olmeta                  | UNR-UDT        | 17 654       | 38,70        | 21 478      | 46,00       |  |
|                | Albert Dauvergne               | SFIO           | 6 911        | 15,20        | Retrait     | Retrait     |  |
|                |                                |                |              |              |             |             |  |
| Inscrits       | Inscrits                       | Inscrits       | 63 864       | 100,00       | 63 849      | 100,00      |  |
| Abstentions    | Abstentions                    | Abstentions    | 16 993       | 26,61        | 15 326      | 24          |  |
| Votants        | Votants                        | Votants        | 46 871       | 73,39        | 48 523      | 76          |  |
| Blancs et nuls | Blancs et nuls                 | Blancs et nuls | 1 263        | 2,69         | 1 745       | 3,6         |  |
| Exprimés       | Exprimés                       | Exprimés       | 45 608       | 97,31        | 46 778      | 96,4        |  |

Le suppléant de Robert Ballanger était Eugène Le Moign, métallurgiste, maire de Blanc-Mesnil.